# 사이파 (자동차)
사이파(페르시아어: سایپا)는 이란의 국영 자동차 제조사이다. 기아 프라이드 1세대 모델을 2001년부터 라이센스 생산 중이다.